# Coupe de France féminine de volley-ball 2017-2018
Navigation
Coupe de France 2016-2017 Coupe de France 2018-2019
La Coupe de France féminine de volley-ball 2017-2018 est la 32e édition de la Coupe de France, compétition à élimination directe mettant aux prises des clubs de volley-ball affiliés à la Fédération française de volley-ball.

## Listes des équipes en compétition
| - Ligue A - Béziers VB - RC Cannes - ES Le Cannet-Rocheville - Évreux VB - Vandœuvre-Nancy VB - AS Saint-Raphaël - VBC Chamalierois - ASPTT Mulhouse - Volley-Ball Nantes - Saint-Cloud Paris Stade-Français - Quimper Volley 29 - Venelles VB | - Elite - Terville FOC - MO Mougins - Sens Olympique - VC Marcq Bareuil |

## Phase finale
|  | Demi-finales                              | Demi-finales                              |           |   | Finale                                  | Finale                                  |
|  | Demi-finales                              | Demi-finales                              |           |   | Finale                                  | Finale                                  |
|  |                                           |                                           |           |   |                                         |                                         |
|  | 13 février, 23-25 25-23 25-23 22-25 11-15 | 13 février, 23-25 25-23 25-23 22-25 11-15 |           |   | Paris, 10 mars, 16-25 25-20 25-20 27-25 | Paris, 10 mars, 16-25 25-20 25-20 27-25 |
|  | 13 février, 23-25 25-23 25-23 22-25 11-15 | 13 février, 23-25 25-23 25-23 22-25 11-15 |           |   | Paris, 10 mars, 16-25 25-20 25-20 27-25 | Paris, 10 mars, 16-25 25-20 25-20 27-25 |
|  | ASPTT Mulhouse                            | 2                                         |           |   | Paris, 10 mars, 16-25 25-20 25-20 27-25 | Paris, 10 mars, 16-25 25-20 25-20 27-25 |
|  | ASPTT Mulhouse                            | 2                                         |           |   | Paris, 10 mars, 16-25 25-20 25-20 27-25 | Paris, 10 mars, 16-25 25-20 25-20 27-25 |
|  | Béziers VB                                | 3                                         |           |   | Paris, 10 mars, 16-25 25-20 25-20 27-25 | Paris, 10 mars, 16-25 25-20 25-20 27-25 |
|  | Béziers VB                                | 3                                         | RC Cannes | 3 |                                         |                                         |
|  | 13 février, 23-25 25-15 22-25 25-23 15-11 |                                           | RC Cannes | 3 |                                         |                                         |
|  |                                           | Béziers VB                                | 1         |   |                                         |                                         |
|  | RC Cannes                                 | Béziers VB                                | 1         | 3 |                                         |                                         |
|  | RC Cannes                                 |                                           |           | 3 |                                         |                                         |
|  | Le Cannet-Rocheville                      | 2                                         |           |   |                                         |                                         |
|  | Le Cannet-Rocheville                      | 2                                         |           |   |                                         |                                         |

### Vainqueur
| Vainqueur de la Coupe de France 2017-2018 RC Cannes 20e victoire |